# اون‌بیر-جلگه (شهرستان چوی)
اون‌بیر-جلگه (به لاتین: Onbir-Jylga) یک منطقهٔ مسکونی در قرقیزستان است که در شهرستان چوی واقع شده‌است. اون‌بیر-جلگه ۱٬۳۹۷ نفر جمعیت دارد و ۱٬۴۲۹ متر بالاتر از سطح دریا واقع شده‌است.